# Nowe Chrapowo
Nowe Chrapowo (en allemand : Neu Grape) est une localité polonaise de la gmina rurale de Bielice située dans le powiat de Pyrzyce en voïvodie de Poméranie-Occidentale. 

## Géographie

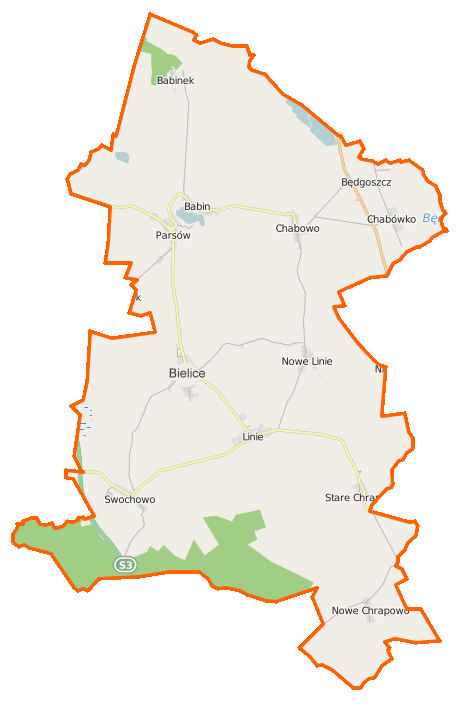
Carte de la gmina de Bielice.

Le village se situe dans la région historique de Poméranie ultérieure, à environ 13 km au nord-ouest de Pyrzyce et 26 km au sud-est de la capitale régionale Szczecin.

## Historique
Faisant initialement partie du duché de Poméranie, le domaine a été rattaché à l'État de Brandebourg-Prusse après la guerre de Trente Ans. Depuis le congrès de Vienne en 1815, Neu Grape fait partie de l'arrondissement de Pyritz dans le district de Stettin au sein de la province prussienne de Poméranie.
Après la fin de la Seconde Guerre mondiale en 1945, la région est rattachée à la réüublique de Pologne. La population germanophone restante était expulsée.

## Personnalités
- Richard Voss (1851–1918), écrivain.